# Rotonde du Capitole des États-Unis

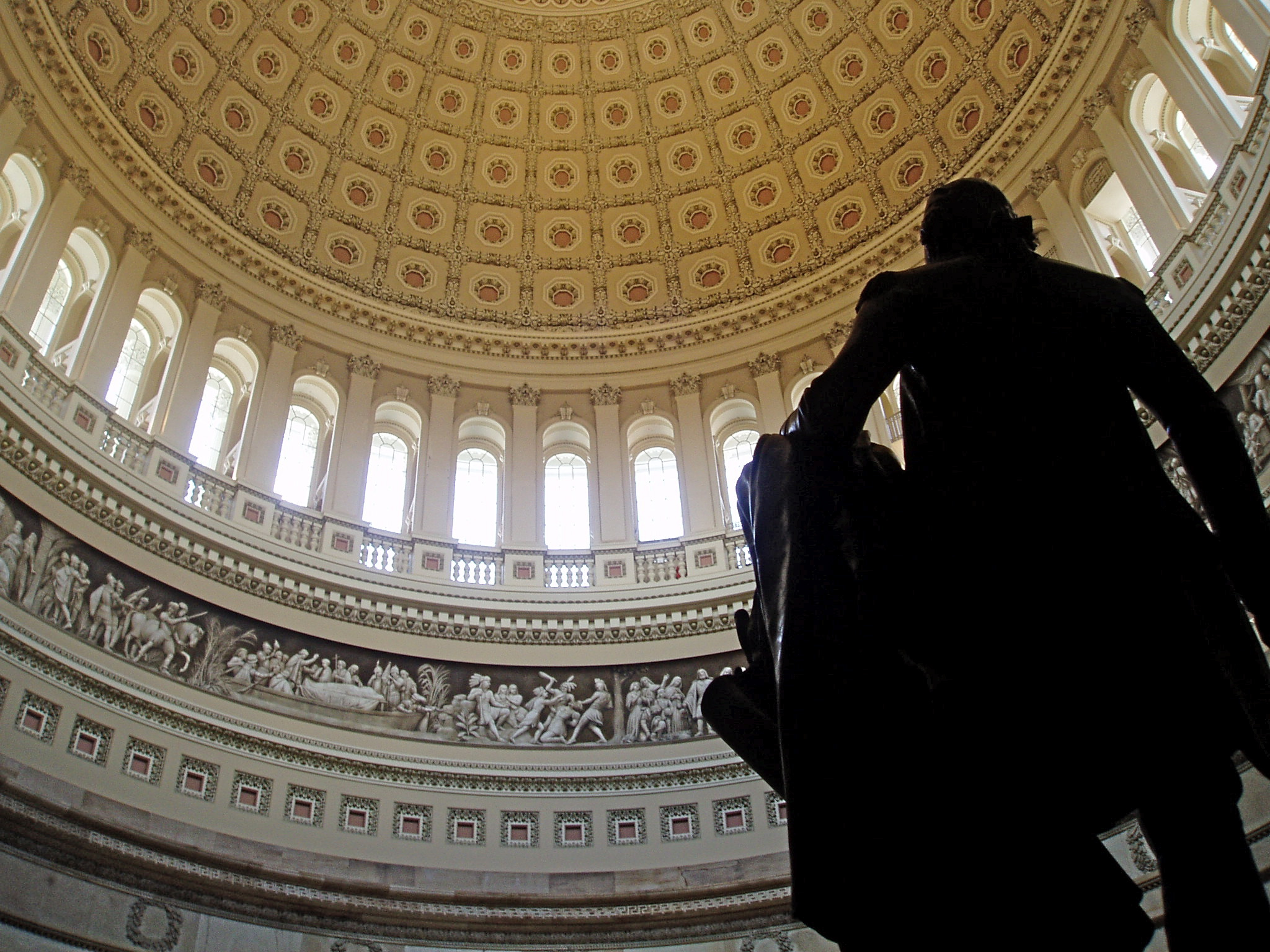
Vue de la rotonde depuis la statue, trônant en son entrée, de George Washington

La rotonde du Capitole des États-Unis est la rotonde centrale du Capitole des États-Unis à Washington.
Située en dessous du dôme du Capitole, c'est la plus grande partie de celui-ci et est décrite en tant que cœur symbolique et physique.
La rotonde est composée de 36 fenêtres et parcourue de corridors connectant la Chambre des représentants (dite chambre basse, siégeant dans l'aile sud) et le Sénat (dite chambre haute, siégeant dans l'aile nord) du Capitole. 
Au sud de la rotonde se trouve le semi-circulaire National Statuary Hall, et la National Statuary Hall Collection, qui jusqu'en 1857 fut occupé par la Chambre des représentants. 
Au nord-est, l'on trouve le Old Senate Chamber, utilisé par le sénat jusqu'en 1859, puis par la Cour suprême des États-Unis jusqu'en 1935.
Elle est d'une largeur de 29 mètres de diamètre et d'une longueur de 54,94 mètres, et est visitée par des milliers de personnes chaque jour. Elle est surmontée d'une Statue de la Liberté (œuvre du sculpteur américain Thomas Crawford (1814-1857) ). Elle sert également à plusieurs événements et cérémonies, en tant que chapelle ardente par exemple.

## Design et construction

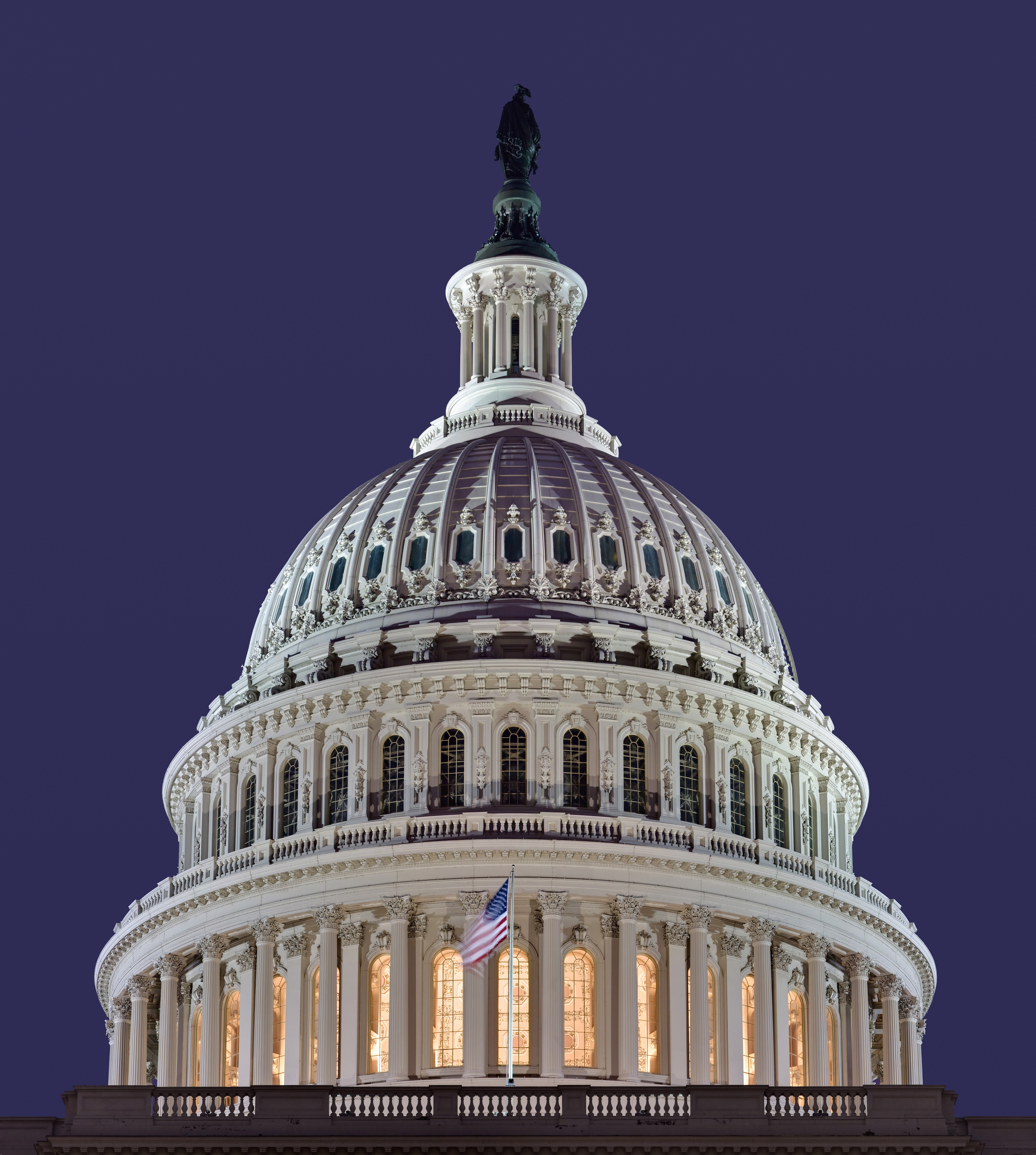
Vue de nuit du dôme du Capitole

Le docteur et architecte américain, William Thornton, gagna le concours de design du Capitole en 1793. Thornton conçut d'abord l'idée d'une rotonde centrale.  Cependant, en raison de manques de fonds ou de ressources, ou des arrêts souvent répétés de début du chantier et de l'incendie de Washington en 1814, par les troupes britanniques durant la guerre anglo-américaine de 1812, les travaux de la rotonde ne commencèrent réellement qu'en 1818. Elle fut achevée en 1824 par l'architecte du Capitole de l'époque Charles Bulfinch, elle-même faisant partie d'une série de nouveaux bâtiments et projets en vue pour la visite finale du marquis de Lafayette les 8 et 9 décembre 1824. La rotonde est d'architecture néoclassique et fut prévue pour rappeler le style de celle du Panthéon de Rome.